# Vaidievutis Ipolitas Geralavičius
Vaidievutis Ipolitas Geralavičius (*  13. August 1952 in Geručiai, Rajongemeinde Pakruojis) ist ein litauischer Mathematiker, Diplomat,  Professor.

## Leben
1975 absolvierte er das Diplomstudium an der Vilniaus universitetas, 1980 promovierte in Mathematik und 1989 habilitierte.
Von 1975 bis 1980 arbeitete er als wissenschaftlicher Mitarbeiter am Forschungsinstitut der Lietuvos mokslų akademija. Ab 1980 arbeitete er am Wirtschaftsinstitut. Seit 1999 ist er Professor. Von 1990 bis 1992 war er Gastprofessor an der Universität Bonn. Von  1996 bis 2000 leitete er das Zentrum der Wirtschaftsforschungen bei Lietuvos bankas. Von 2004 bis 2013 war er Vorstandsmitglied der litauischen Zentralbank und von 2000 bis 2004 Botschafter in Berlin. Seit 2005 lehrte er an der Fakultät für Business-Management der Vilniaus Gedimino technikos universitetas.

## Auszeichnung
- 2003: Orden für Verdienste um Litauen, Komandoro kryžius